# Dunmore Pineapple

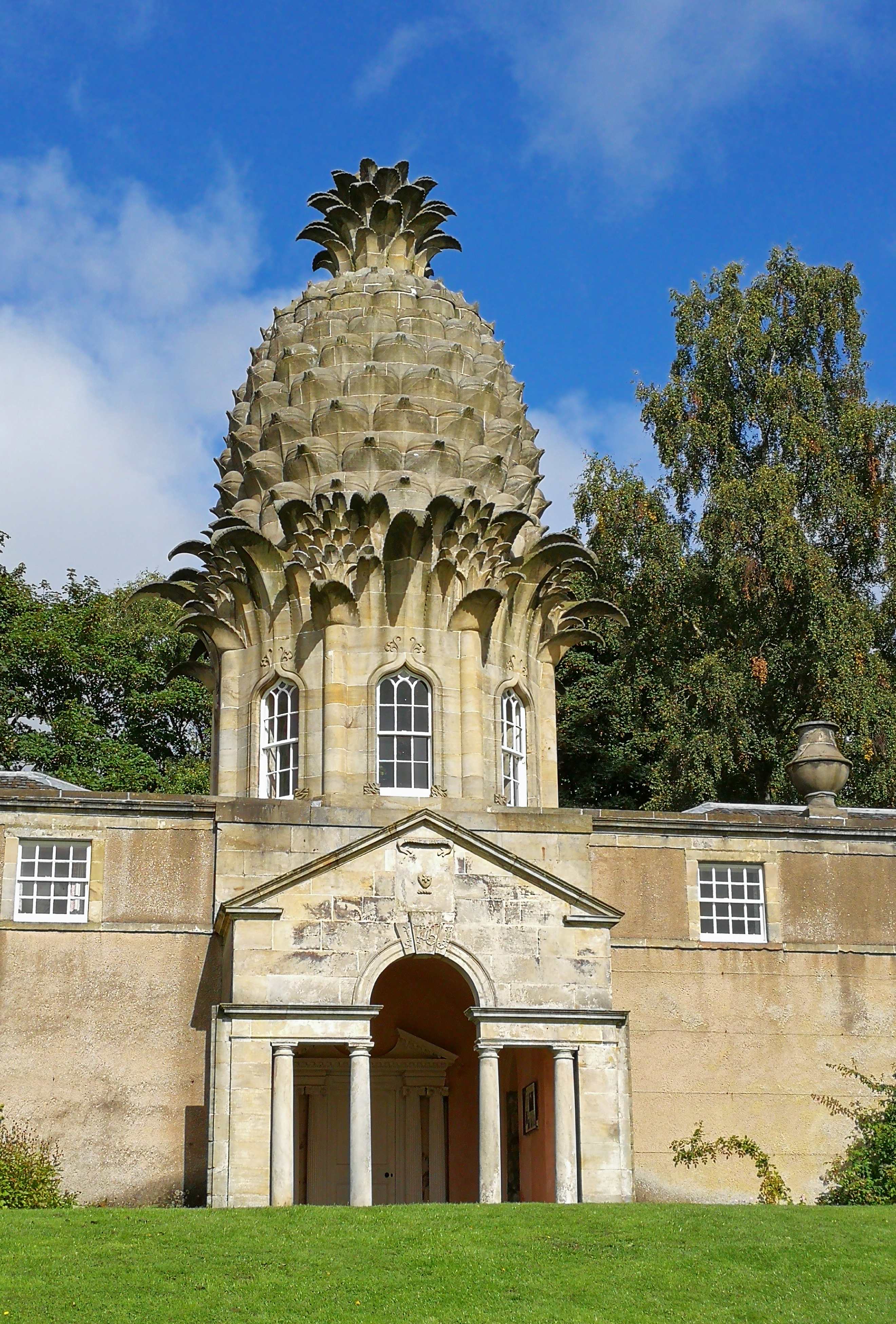
Dunmore Pineapple

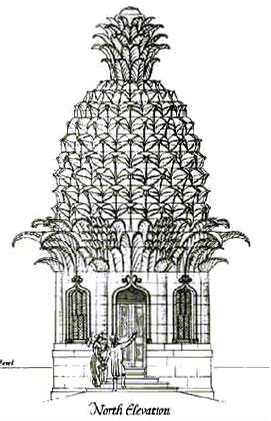
Detailzeichnung der Ananas

Dunmore Pineapple (deutsch: Dunmore-Ananas) ist ein Gebäude im Dunmore Park nahe der schottischen Ortschaft Airth in der Council Area Falkirk. 1972 wurde das Bauwerk in die schottischen Denkmallisten in der höchsten Kategorie A aufgenommen. Bis 1999 war es außerdem als Scheduled Monument klassifiziert.

## Beschreibung
Das Sommerhaus Dunmore Pineapple liegt im Südosten von Dunmore Park. Es wurde im Jahre 1761 auf Geheiß von John Murray, 4. Earl of Dunmore erbaut. Es entstand ein zweistöckiges, längliches Gebäude mit Harl-verputzten Fassaden. An der Nordfassade, den Gärten zugewandt, springt zentral eine klassizistische Loggia hervor. Im Obergeschoss sind Fenster beidseitig auf jeweils drei vertikalen Achsen angeordnet. Darüber sitzt eine ananasförmige Kuppel, die Murray um 1771 hinzufügen ließ. Der Zeitraum markiert seine Rückkehr aus Nordamerika, wo er als Gouverneur der Kolonie Virginia fungiert hatte. Die Ergänzung sollte seine Rückkehr nach Dunmore symbolisieren und unterstreichen. Am Fuß der Kuppel laufen gotisierte Fenster um.
1970 wurde das Dunmore Estate abgebrochen und das Gelände mit den erhaltenen Gebäuden in Teilen verkauft. Eines dieser Teile der Folly  (der Dunmore Pineapple) und ein großer umfriedeter Garten  wurde von der Countess of Perth erworben und 1974 dem National Trust for Scotland übergeben. In den 1970er Jahren wurde das Gebäude als heruntergekommen beschrieben und restauriert. Heute sind im Dunmore Pineapple Ferienwohnungen eingerichtet.